# ساتيرة سوداء
ساتيرة سوداء (الاسم العلمي:Satyrus actaea) (بالإنجليزية: Black satyr)‏ هي نوع من الحشرات يتبع جنس الساتيرة من فصيلة الحورائيات.